# Anonychomyrma anguliceps
Anonychomyrma anguliceps är en myrart som först beskrevs av Auguste-Henri Forel 1901.  Anonychomyrma anguliceps ingår i släktet Anonychomyrma och familjen myror. Inga underarter finns listade i Catalogue of Life.